# Йокеріт (футбольний клуб)
Футбольний клуб «Йокеріт» (фін. FC Jokerit) — колишній фінський футбольний клуб з Гельсінкі, що існував у 1999—2004 роках.

## Досягнення
- Вейккаусліга
  - Срібний призер (1): 2000
- Кубок Фінляндії
  - Володар (1): 1999
- Юккьонен
  - Переможець (1): 2002.